# Ős-Livónia
Ős-Livónia a finnugor lívek által lakott keskeny kelet-balti terület megnevezése, mivel a Livónia név később általánossá vált az egész mai Lett- és Észtországra.
A lívek a Rigai-öböl előtt és Kúrföld északi csücskében telepedtek meg, a Daugava és a Gauja folyók mellett. Másik nevük a lűd volt. Halászattal és mezőgazdasággal kezdtek foglalkozni, s kereskedésbe is belefogtak. Széles körű kereskedelmi kapcsolataik voltak Gotland szigetével, a finnekkel és az oroszokkal, valamint a dánokkal, svédekkel, németekkel.
A lakosság, akárcsak a többi itteni nép még pogány volt, a legközelebbi keresztény hatalom, az oroszok nem, vagy csak kissé törődtek keresztény (ortodox) hitre térítésükkel, s az ezzel esetleg foglalkozó orosz kolostorok nem kaptak uralkodóiktól megfelelő támogatást. Az oroszok gyakran vezettek zsákmányszerző hadjáratokat ebbe a térségbe, ami Ős-Livóniát is elérte. A lakosság sokat szenvedett ettől, népességük megfogyatkozott. A 12. század végén a katolikus hitet terjesztő hittérítők érték el a Baltikumot, köztük a Segebergi Meinhard szerzetes, aki Üxküllben alapított kolostort, ettől kezdve néhány évig békésen térítették a lakosságot, s a lívek uralkodója általa lett keresztény.
A német területeken megszerveződött Hanza kereskedőszövetséget és kereskedőit csábította a termékeny terület, amelynek remek stratégiai állása és értékes nyersanyaglelőhelye (pl. fa) volt. A kereskedők telepeket hoztak létre, amely a terület gyarmatosításának egyik alappillére volt (ez a gyarmatosítás nincs összefüggésben az újkori erőszakos, kizsákmányoló gyarmatosítással).
A papokkal, kereskedőkkel együtt lovagok is érkeztek a területre, melyek érvényesülést reméltek itt. A kereskedőknek érdekük volt, hogy minél nagyobb területet szerezzenek meg ezért is alapítottak a hittérítés mellé érdekeltségeket is a területen, amelyek egyesültek és keresztes lovagrenddé szerveződtek. Így jött létre 1202-ben Albert von Buxthoeven püspök által a Kardtestvérek rendje, s ezzel erőszakos hittérítések kora vette kezdetét, mely csaknem a 13. század végéig tartott.
A lovagrendet Ős-Livónia területén szervezték, a lovagok így ott kezdték meg a hódításaikat. A líveket lassan leigázták 1206-ra. Az egykori lív harcosokat a rend a seregébe toborozta be, akik részt vettek a többi szomszédos nép, sőt az oroszok és a litvánok elleni hadjáratokban is.
A Livónia országnév, mely eddig csak a lív területekre vonatkozott, most általánossá lett a többi kelet-balti régióra is. Hasonló ment végbe a ma Lengyelország északi felén levő balti Poroszországban, ahol a Szentföldről származó Teuton Lovagrend hódította meg a poroszokat és germanizálta. Az asszimiláció révén a porosz név már német lakost jelentett és mivel ez a lovagrend törzsterülete, később más meghódított földeket is porosz jelzővel illettek.
A lívek a területen ma már alig élnek. A háborúk, a lettekkel való évezredes érintkezés, s nem utolsósorban a kitelepítések, internálások (többek között a nácik és a szovjetek részéről) pár száz lélekre apasztották a számukat. Az egykori Ős-Livónia ma már döntően lett lakosságú.

## Külső hivatkozás
- Vajda Tamás: A Német Lovagrend a Baltikumban
- Britannica Hungarica, Magyar Világ Kiadó, Budapest 1994.
- Magyar nagylexikon  XII. (Len–Mep). Főszerk. Bárány Lászlóné. Budapest: Magyar Nagylexikon. 2001.   195. o. ISBN 963-9257-07-9